# Egon von und zu Westerholt und Gysenberg
Franz Egon Graf von und zu Westerholt und Gysenberg (* 21. August 1844 in Sythen; † 9. April 1923 auf Schloss Westerholt) war ein preußischer Rittergutsbesitzer und Abgeordneter.
Von und zu Westerholt und Gysenberg war Sohn von Friedrich Otto von und zu Westerholt und Gysenberg und dessen Ehefrau Sophie Freiin von Fürstenberg. Er war katholischer Konfession.
Von und zu Westerholt und Gysenberg diente in der preußischen Armee und schied als Rittmeister aus dem Dienst aus. Er lebte als Fideikommissherr auf Schloss Westerholt. 1905 bis zur Novemberrevolution 1919 war er Abgeordneter im Provinziallandtag der Provinz Westfalen für den Wahlkreis Recklinghausen, Recklinghausen-Land. Er gehörte auch dem Preußischen Herrenhaus an und vertrat konservative Positionen.
Sein Sohn Egon (1880–1914) verlor im Ersten Weltkrieg sein Leben. Dessen gleichnamiger Sohn Egon (1910–2002) erbte von seinem Großvater Franz Egon die Westerholtschen Güter. Er ließ das Schloss Westerholt zu einem Hotel umgestalten.